# Bahnstrecke Olten–Aarau
| Interregio nach Bern hat soeben Aarau Richtung Olten verlassen. |                                              |                                                      |                                                      |
| Olten–Aarau |                                              |                                                      |                                                      |
| Streckennummer (BAV): | 540 (Olten–Wöschnau) 650 (Däniken Ost–Aarau) |                                                      |                                                      |
| Fahrplanfeld: | 650, 651                                     |                                                      |                                                      |
| Streckenlänge: | 13.40 km                                     |                                                      |                                                      |
| Spurweite: | 1435 mm (Normalspur)                         |                                                      |                                                      |
| Stromsystem: | 15 kV 16,7 Hz ~                              |                                                      |                                                      |
| Maximale Neigung: | 10,0 ‰                                       |                                                      |                                                      |
| |                                              |                                                      |                                                      |
| \| \| \| von Bern, von Solothurn und von Luzern \| \| \| \| 39,3 \| Olten \| 396,4 m ü. M. \| \| \| \| von/nach Basel \| \| \| \| 42,9 \| Dulliken \| 394,1 m ü. M. \| \| \| 45,7 \| Däniken \| 381,6 m ü. M. \| \| \| 48,1 \| Schönenwerd SO \| 378,8 m ü. M. \| \| \| 50,8 43,4 \| Wöschnau Spurwechsel, nun vierspurig \| Wöschnau Spurwechsel, nun vierspurig \| \| \| \| Aarauer Stadttunnel \| \| \| \| \| von Schöftland \| \| \| \| 41,5 \| Aarau \| 383,3 m ü. M. \| \| \| \| nach Suhr–Menziken \| \| \| \| \| nach Zürich über Baden und nach Zürich über Lenzburg \| \| |                                              |                                                      |                                                      |
| Strecke |                                              | von Bern, von Solothurn und von Luzern               | von Bern, von Solothurn und von Luzern               |
| Bahnhof | 39,3                                         | Olten                                                | 396,4 m ü. M.                                        |
| Abzweig geradeaus, nach links und von links |                                              | von/nach Basel                                       | von/nach Basel                                       |
| Haltepunkt / Haltestelle | 42,9                                         | Dulliken                                             | 394,1 m ü. M.                                        |
| Bahnhof | 45,7                                         | Däniken                                              | 381,6 m ü. M.                                        |
| Haltepunkt / Haltestelle | 48,1                                         | Schönenwerd SO                                       | 378,8 m ü. M.                                        |
| Überleitstelle / Spurwechsel | 50,8 43,4                                    | Wöschnau Spurwechsel, nun vierspurig                 | Wöschnau Spurwechsel, nun vierspurig                 |
| Tunnel |                                              | Aarauer Stadttunnel                                  | Aarauer Stadttunnel                                  |
| Strecke von rechts · Strecke |                                              | von Schöftland                                       | von Schöftland                                       |
| Bahnhof · Bahnhof | 41,5                                         | Aarau                                                | 383,3 m ü. M.                                        |
| Strecke nach rechts · Strecke |                                              | nach Suhr–Menziken                                   | nach Suhr–Menziken                                   |
| Strecke |                                              | nach Zürich über Baden und nach Zürich über Lenzburg | nach Zürich über Baden und nach Zürich über Lenzburg |

Die Bahnstrecke Olten–Aarau ist eine Eisenbahnstrecke im Norden der Schweiz. Sie führt von Olten der Aare entlang nach Aarau.

## Streckenführung
Die Bahnstrecke verlässt den Bahnhof Olten zunächst nördlich, dann in einem weiten Bogen nach Südosten schwenkend Richtung Dulliken. Weiter führt die Strecke dann hauptsächlich nordöstlich der Aare entlang. Ein Teil des Stadtgebiets von Aarau wird durch den Stadttunnel Aarau unterquert, nach diesem folgt gleich der Bahnhof Aarau. Mit Ausnahme des erwähnten Stadttunnels sind keine grösseren Kunstbauten vorhanden.
Nördlich von Olten zweigen die zwei Strecken nach Basel (Hauenstein-Scheiteltunnel und Hauenstein-Basistunnel) ab; von der Basistunnel-Strecke aus kann auch direkt über die Verbindungskurve die Strecke Richtung Aarau erreicht werden.
Zwischen Dulliken und Däniken befinden sich südlich anschliessend an die Bahnstrecke die umfangreichen Gleisanlagen eines ehemaligen Post-Verteilzentrums sowie einer ehemaligen SBB-Güteranlage, die nun als Cargo Service Center privat weiterbetrieben wird.

## Geschichte
Im 19. Jahrhundert überliess der noch junge Bundesstaat die Organisation der Eisenbahnen den Kantonen, die wiederum Bau und Betrieb an Privatbahngesellschaften konzessionierten. Während die Kantone Zürich und Aargau die Verbindung zwischen Zürich und Basel entweder über den Bötzberg (Variante Aargau) oder über Waldshut und weiter auf der deutschen Rheinseite (Variante Zürich) führen wollten, plädierte Basel für einen Eisenbahnknotenpunkt Olten, von dem aus Strecken nach Basel, Zürich, Luzern, Bern und Biel ausgehen sollten. Dies war auch die Empfehlung eines Gutachtens, das im Jahre 1850 von den bekannten englischen Eisenbahningenieuren Robert Stephenson und Henry Swinburne erstellt wurde.
Die zürcherische Variante wurde (zumindest vorläufig) nicht durchgeführt, da nach der Fertigstellung der Spanisch-Brötli-Bahn finanzielle Probleme auftraten. Die aargauische Variante (Bözbergbahn) scheiterte daran, dass der Kanton Basel-Land die notwendige Konzession verweigerte.
In Basel konstituierte sich die Centralbahn, um die baslerischen Vorstellungen eines Eisenbahnnetzes zu verwirklichen, was auch tatsächlich gelang. Die Centralbahn erhielt insbesondere die Konzession für die Strecke Olten – Wöschnau an der Kantonsgrenze Solothurn-Aarau, nicht aber für das restliche kurze Teilstück von Wöschnau bis Aarau selber. Dieses, wie auch die weitere Strecke in östlicher Richtung bis Zürich, wurde an die Schweizerische Nordbahn vergeben, die mittlerweile die Strecke Zürich–Baden betrieb.
So wurde dann von der Centralbahn die Strecke von Olten bis vor die Tore Aaraus gebaut, diese wurde am 9. Juni 1856 in Betrieb genommen. Da jedoch die Nordostbahn mit der Strecke von Baden her noch lange nicht so weit war, wurde zunächst ein provisorischer Bahnhof im Schachen Aarau errichtet. Erst nachdem die Nordostbahn den Aarauer Stadttunnel erbaut hatte – die Strecke von Baden her hatte mittlerweile ebenfalls Aarau erreicht – war nun ab Juni 1858 ein durchgängiger Betrieb Olten–Aarau–Zürich möglich.
Einige Jahre später wurde die Strecke ausgebaut, der Doppelspur-Betrieb Olten–Zürich war ab dem 16. Juli 1872 möglich. Die Elektrifizierung mit dem bei den SBB üblichen System 15 kV 16 2/3 Hz wurde am 21. Januar 1925 in Betrieb genommen. Bis zur Verstaatlichung der grossen Privatbahngesellschaften zu den SBB war die Centralbahn für den Betrieb der Strecke verantwortlich.
In den 1990er Jahren wurden die Gleisanlagen des Bahnhofs Aarau komplett umgebaut. Insbesondere wurde auch die westliche Zufahrt auf Vierspur erweitert, und es wurde ein zweiter Stadttunnel gebaut. Der weitere Verlauf der Strecke bis Däniken war jedoch vorläufig noch doppelspurig, dies war ein grösserer Engpass im Ost-West-Verkehr. Ein Vierspurausbau durch Schönenwerd war wegen der dichten Bebauung undenkbar, deshalb wurde ab 2015 der Eppenbergtunnel zur Umfahrung von Schönenwerd gebaut. Die offizielle Inbetriebnahme war mit dem Fahrplanwechsel im Dezember 2020.

## Unfälle
Am 24. August 1962 kollidierte im Bahnhof Schönenwerd ein Agenturzug Basel–Aarau–Arth-Goldau–Chiasso mit den letzten Wagen eines ausfahrenden Güterzugs. Zwei Personen starben, zwei wurden verletzt.
Am 21. März 1994 schlitzte ein Schienenkran bei Däniken sieben Wagen des vorbeifahrenden Schnellzuges Brig–Romanshorn auf Fensterhöhe seitlich auf. Neun Passagiere kamen ums Leben, 21 weitere wurden zum Teil schwer verletzt.